# True Love (album de Toots and the Maytals)
Pour les articles homonymes, voir True Love (homonymie).
True Love est un album de Toots and the Maytals. Il s'agit d'une collection de leurs classiques ré-enregistrés avec des artistes invités, y compris Willie Nelson, Eric Clapton, Jeff Beck, Trey Anastasio, No Doubt, Ben Harper, Bonnie Raitt, Manu Chao, The Roots, Ryan Adams, Keith Richards et The Skatalites.  L’album a été produit et conçu par Richard Feldman et sorti sur le label V2.
True Love a gagné le Grammy du meilleur album reggae en 2004.

## Titres[1],[3]
| #  | Titre                       | Artistes invités                    | Durée |
| -- | --------------------------- | ----------------------------------- | ----- |
| 1  | Still Is Still Moving to Me | Willie Nelson                       | 3:11  |
| 2  | True Love Is Hard to Find   | Bonnie Raitt                        | 4:27  |
| 3  | Pressure Drop               | Eric Clapton                        | 2:57  |
| 4  | Time Tough                  | Ryan Adams                          | 3:23  |
| 5  | Bam Bam                     | Shaggy et Rahzel                    | 3:46  |
| 6  | 54-46 Was My Number         | Jeff Beck                           | 4:40  |
| 7  | Monkey Man                  | No Doubt                            | 3:39  |
| 8  | Sweet and Dandy             | Trey Anastasio                      | 3:17  |
| 9  | Funky Kingston              | Bootsy Collins et The Roots         | 4:06  |
| 10 | Reggae Got Soul             | Ken Boothe et Marcia Griffiths      | 2:58  |
| 11 | Never Grow Old              | Terry Hall, The Skatalites et U-Roy | 3:27  |
| 12 | Take a Trip                 | Bunny Wailer                        | 3:57  |
| 13 | Love Gonna Walk Out on Me   | Ben Harper                          | 3:33  |
| 14 | Careless Ethiopians         | Keith Richards                      | 3:20  |
| 15 | Blame on Me                 | Rachael Yamagata                    | 3:57  |
| 16 | Merry Blues                 | Manu Chao                           | 3:49  |
| 17 | Reggae Got Soul             | Gentleman                           | 2:54  |

## Participants
- Toots and the Maytals :
  - Andrew Bassford
  - Radcliffe Bryan
  - Paul Douglas
  - Charles Farquharson
  - Carl Harvey
  - Frederick "Toots" Hibbert
  - Clifton Jackie Jackson
  - Stephen Stewart
  - Leba Thomas

- Ingénieur du son : Richard Feldman, Rudolph Valentino, Tom Weir, Ted Paduck[3]
- Producteur : Richard Feldman

## Récompenses
- 2004 Toots and the Maytals - True Love a gagné le Grammy Award du meilleur album de reggae[2]